# クロッカス
クロッカス (Crocus) は、アヤメ科クロッカス属の総称、または、クロッカス属の内で花を楽しむ園芸植物の流通名。

## 特徴
耐寒性秋植え球根植物。原産地はヨーロッパ南部や地中海沿岸から小アジアである。晩秋に咲き、花を薬用やスパイスとして用いるサフランに対し、クロッカスは早春に咲き、観賞用のみに栽培されるため、春サフラン、花サフランなどと呼ばれる。球根は直径4cmくらいの球茎で、根生葉は革質のさやに覆われているが、細長く、花の終わった後によく伸びる。花はほとんど地上すれすれの所に咲き、黄色・白・薄紫・紅紫色・白に藤色の絞りなどがある。植物学上は、クリサントゥスCrocus chrysanthus を原種とする黄色種と、ヴェルヌスC. vernus を原種とする白・紫系の品種とは別種だが、園芸では同一種として扱われ、花壇・鉢植え・水栽培に利用されている。

## 栽培
球根の植え時は10月から11月で、花壇に植えるときは15cm間隔に植え付け、8 - 10cmくらい覆土する。鉢植えは、6寸鉢に6 - 7球が適当で、球根が2cmくらい土をかぶるように植える。寒さに強く、日当たりと水はけの良い所なら、植えっぱなしでもよく生育するほど丈夫である。花後葉が伸びて醜くなるが、そのままにしておき、葉が半分くらい黄ばんできたら掘り上げて分球し、乾いた風通しの良い所で貯蔵する。開花した花に水がかかると溶けるように縮んで萎れてしまうため、水やりの際はくれぐれも注意が必要である。

## 野生種

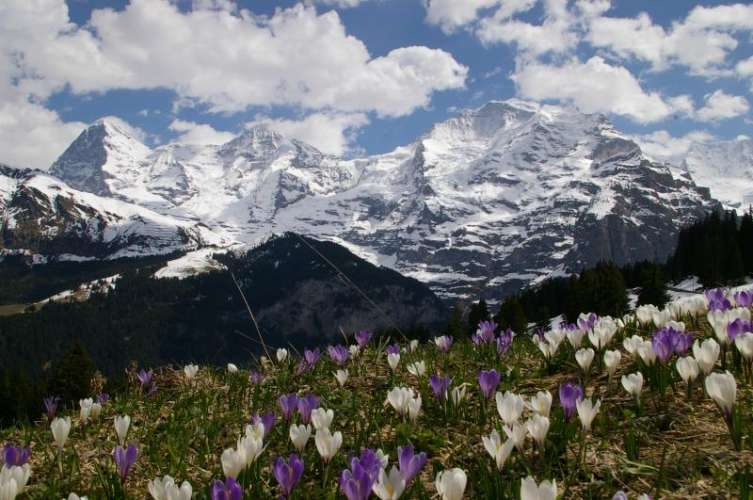
野生のクロッカス
背後の山はアイガー

## ギャラリー

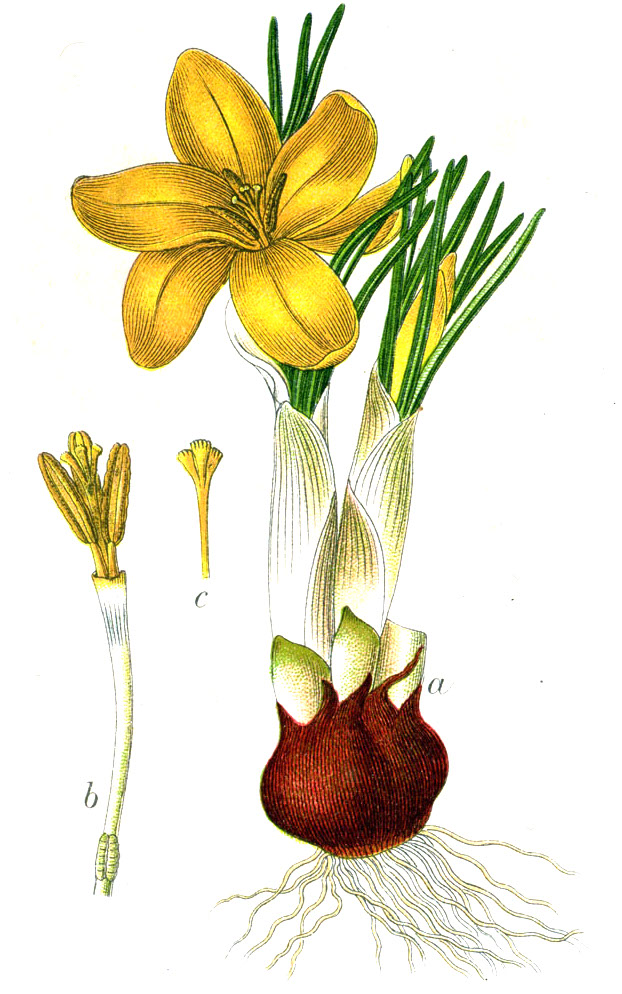
Crocus aureus
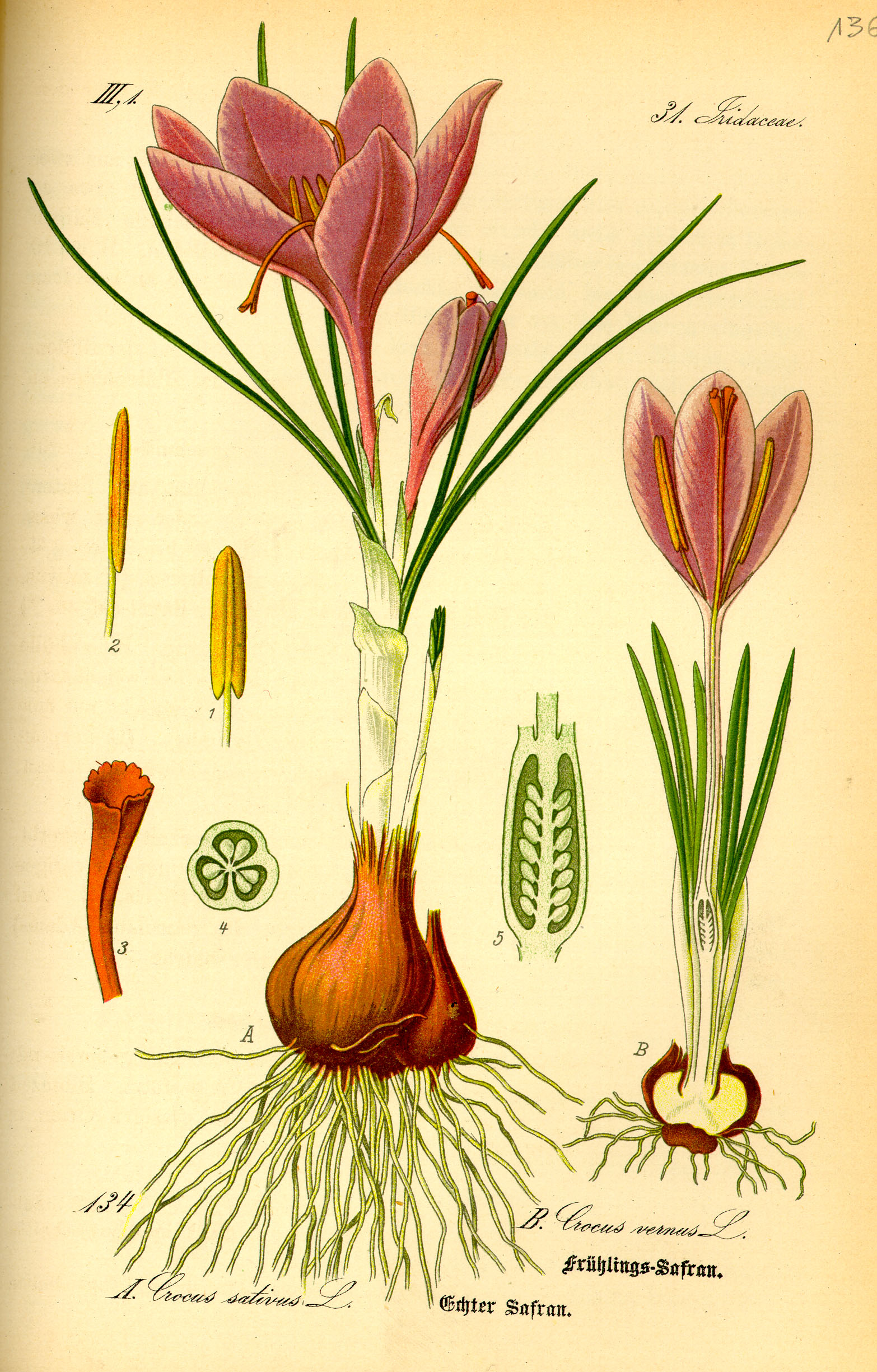
C. vernus
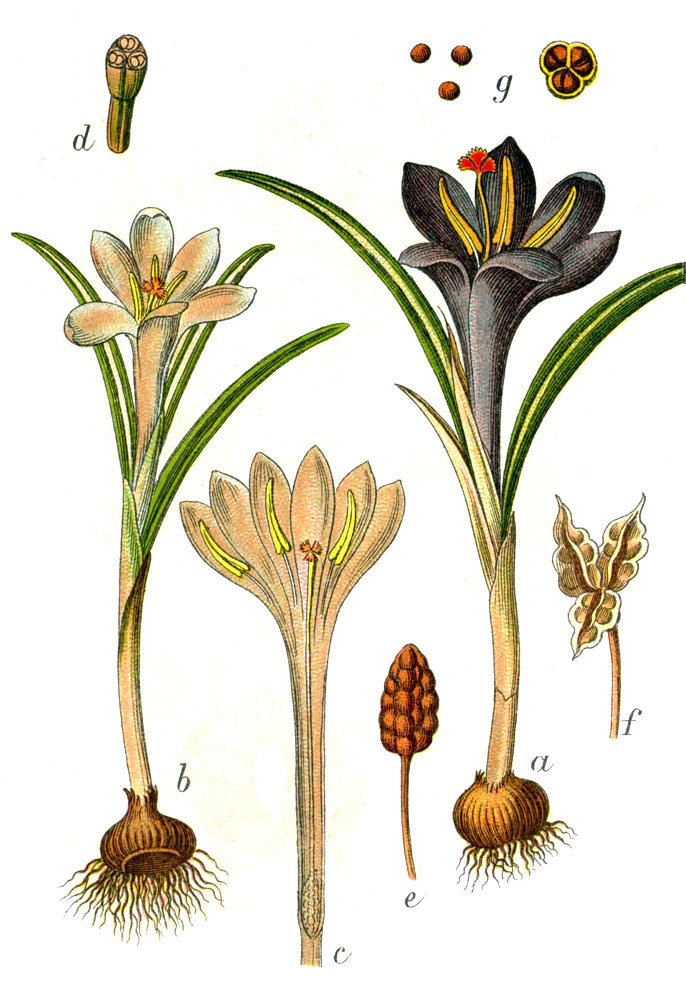
C. vernus ssp sturm
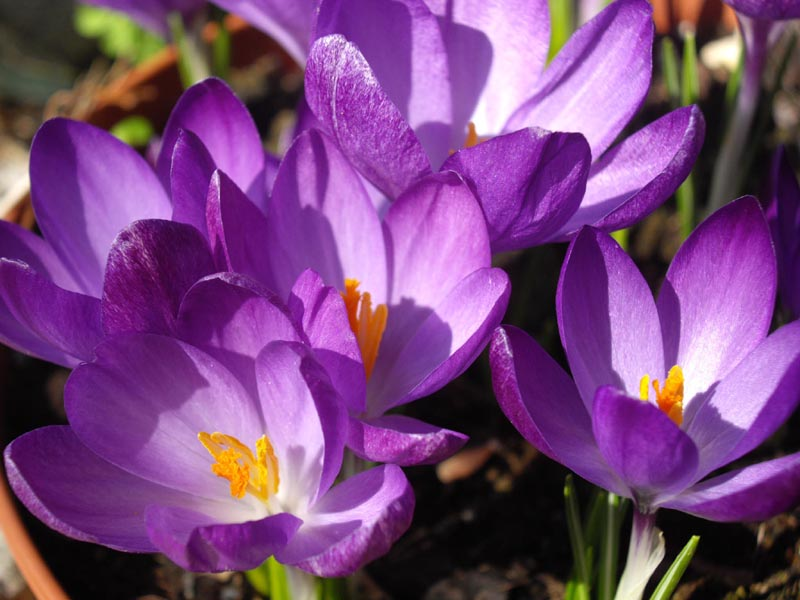
C. tommasinianus 'Whitewell Purple'
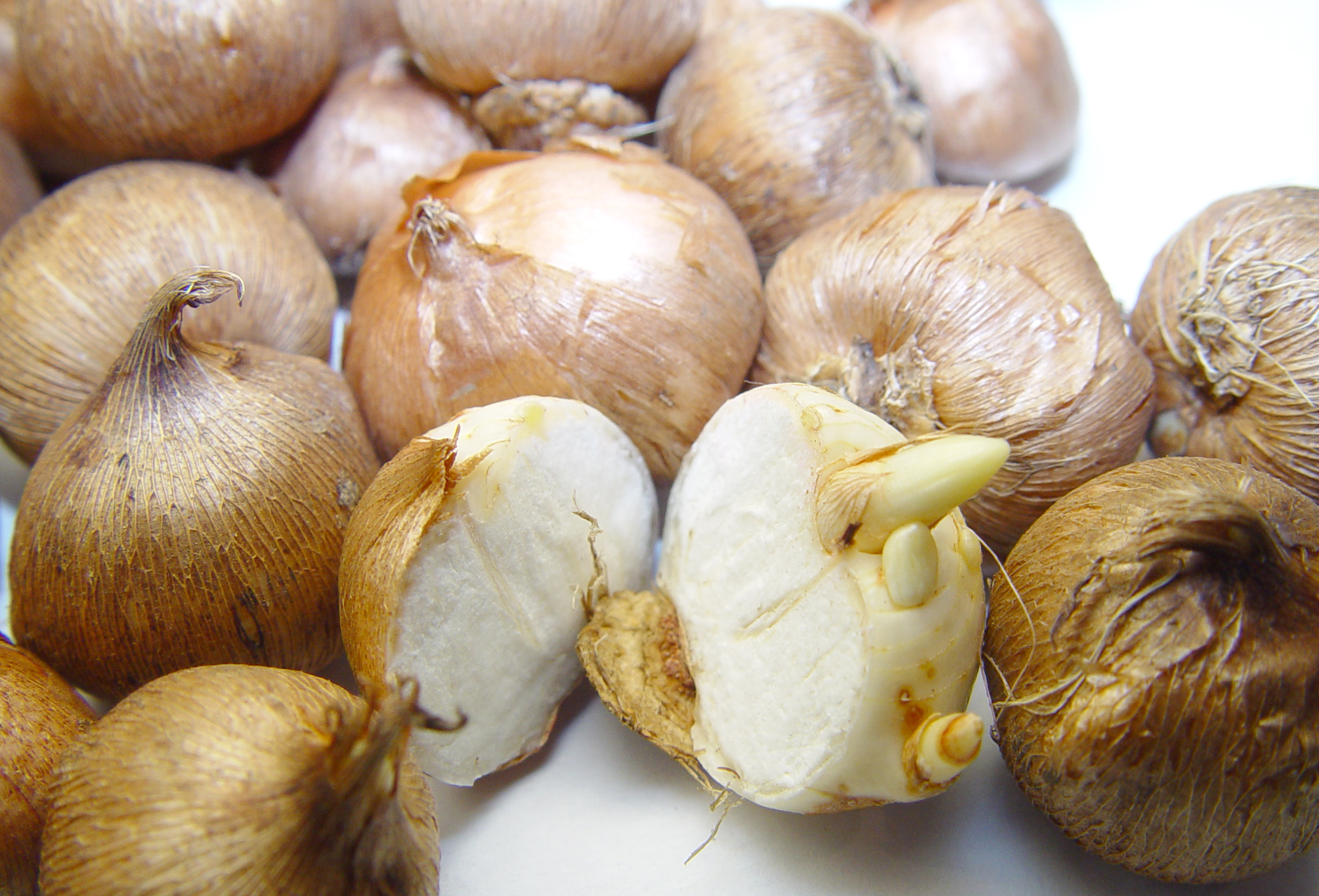
球根
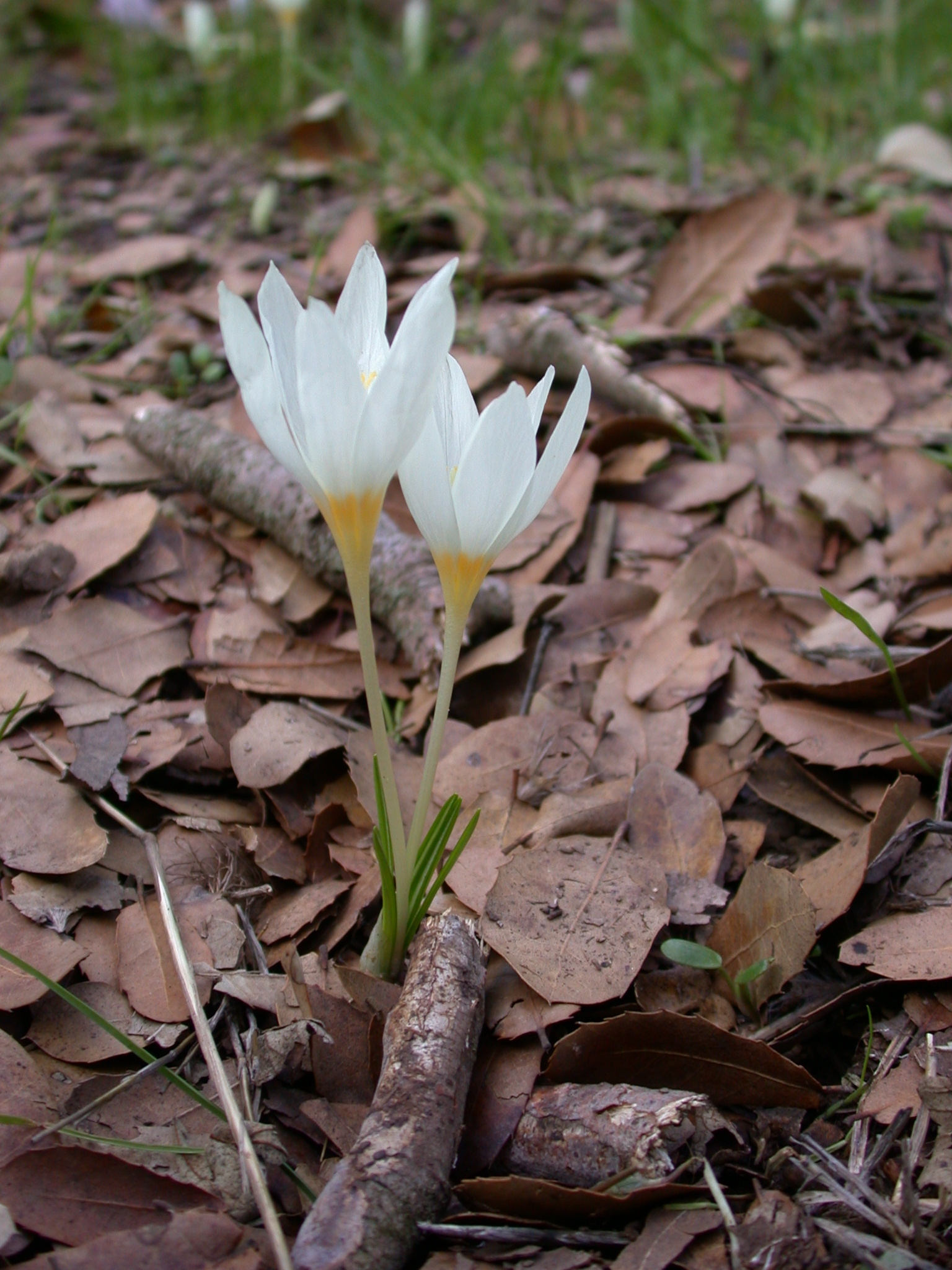
C. ochroleucus（イスラエル）
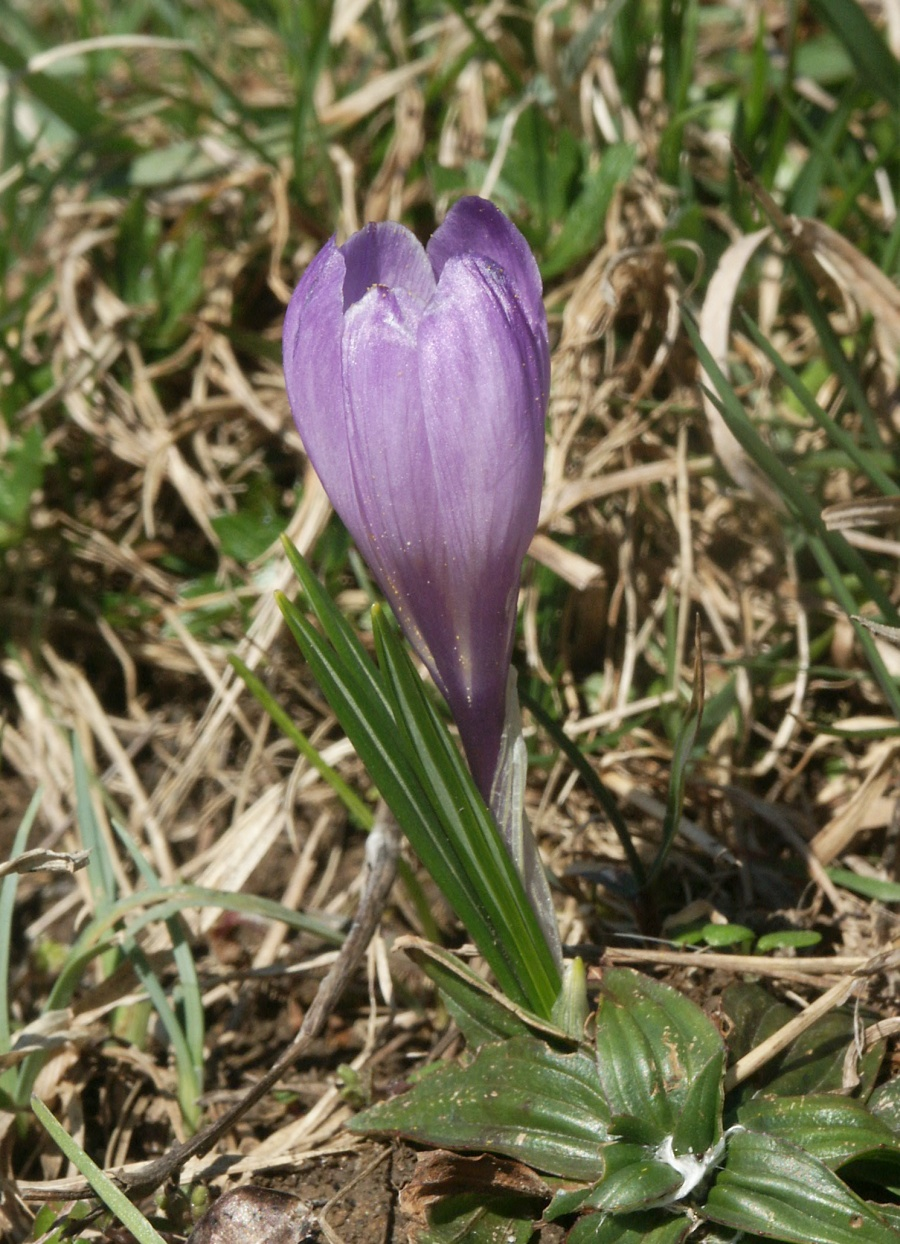
C. vernus（ドイツ）